# Sándor Barcs
Sándor Barcs (Seghedino, 10 novembre 1912 – Budapest, 7 gennaio 2010) è stato un dirigente sportivo ungherese.
Nel corso della sua lunga carriera, è stato presidente ad interim dell'UEFA, la massima organizzazione calcistica europea, dal 7 luglio 1972 (succedendo a Gustav Wiederkehr) al 15 marzo 1973 (quando fu sostituito da Artemio Franchi).
Oltre a ciò, ha inoltre ricoperto i seguenti incarichi:
- Presidente del Comitato Olimpico Ungherese dal 1947 al 1948.[2]
- Presidente della Federazione calcistica dell'Ungheria negli anni 1950 (sotto la sua presidenza, l'Ungheria sconfisse a Wembley l'Inghilterra per 6-3 il 25 novembre 1953; al termine di quell'incontro, ebbe a dire che gli ungheresi avevano appreso il calcio grazie a Jimmy Hogan[3]);
- Membro della Commissione Esecutiva UEFA per 18 anni;
- Membro del Comitato Organizzatore della Coppa delle Coppe dal 1962 al 1972;
- Membro della Commissione d'Emergenza UEFA dal 1964 al 1978;
- Presidente della Commissione d'Emergenza UEFA dal 1972 al 1974;
- Vice presidente della FIFA dal 1972 al 1974;
- Membro europeo della Commissione Esecutiva FIFA dal 1974 al 1976;
- Membro onorario della UEFA (carica ricevuta nel 1980);
- Vicepresidente della Federazione calcistica dell'Ungheria nel 1990.